# Egyház-patak
Az Egyház-patak a Börzsönyben ered, Pest vármegyében, mintegy 590 méteres tengerszint feletti magasságban. A patak forrásától kezdve nyugati irányban halad, majd eléri a Csarna-patakot.